# Bazilika u Budvi

Bazilika u Budvi je ranokršćanska crkva. Datira iz 6. stoljeća i arheološki je dokaz o postojanju Budvanske biskupije u tom vremenu. Velika je građevina. Ima tri broda, a na podu je mozaik kršćanske tematike u kojem je pored ostalog i prikazan prikriven križ (crux dissimulata) te pentagram – mesijanski simbol. Ti likovni detalji pokazuju nam visoku umjetničku razinu izvođenja mozaičke umjetnosti te naručiteljevu dobru bogoslovnu izobrazbu.